# شهرستان واشینگتن (میسیسیپی)
شهرستان واشینگتن در غرب ایالت میسیسیپی، واقع در ایالات متحده آمریکا می‌باشد. جمعیت این شهرستان ۵۱٬۱۳۷ نفر (سال ۲۰۱۰) و وسعت آن ۱٬۹۷۱ کیلومتر مربع است. مرکز این شهرستان شهر گرینویل می‌باشد.